# موريس ألموند
موريس ألموند (بالإنجليزية: Morris Almond)‏ مواليد 2 فبراير 1985 في دالتون، هو لاعب كرة سلة أمريكي معتزل بدأ مسيرته الاحترافية في سنة 2007 حيث تم اختياره من قبل فريق يوتاه جاز خلال الدرافت. يبلغ طوله 6 قدم 5 بوصة (2.0 م). اعتزل اللعب في 2013.

## فرق لعب لها
- يوتاه جاز
- ريال مدريد بالونكيستو
- فيكتوريا يبرتاس بيزارو
- واشنطن ويزاردز

## إحصائيات المسيرة

### الموسم الاعتيادي
| السنة   | الفريق         | لعب | بدأ | دقيقة | ميداني% | ثلاثية | حرة  | ارتداد | صنع | استلاب | تصدي | نقطة |
| ------- | -------------- | --- | --- | ----- | ------- | ------ | ---- | ------ | --- | ------ | ---- | ---- |
| 2007–08 | يوتاه جاز      | 9   | 0   | 4.3   | .267    | .250   | .667 | .2     | .3  | .1     | .0   | 1.4  |
| 2008–09 | يوتاه جاز      | 25  | 1   | 10.2  | .407    | .294   | .808 | 1.4    | .3  | .2     | .2   | 3.7  |
| 2011–12 | واشنطن ويزاردز | 4   | 0   | 16.8  | .353    | .333   | .333 | 2.0    | .5  | 1.8    | .0   | 3.5  |
| المسيرة |                | 38  | 1   | 9.5   | .381    | .292   | .743 | 1.2    | .3  | .3     | .1   | 3.1  |

## روابط خارجية
- موريس ألموند على موقع إن بي أي (الإنجليزية)
- موريس ألموند على موقع سبورتس رفرنس (الإنجليزية)
- موريس ألموند على موقع كرة السلة الأوروبية.كوم (الإنجليزية)
- موريس ألموند على موقع إي إس بي إن.كوم (الإنجليزية)
- موريس ألموند على موقع كلية كرة السلة في سبورتس رفرنس.كوم (الإنجليزية)
- موريس ألموند على موقع ريلجم (الإنجليزية)
- موريس ألموند على موقع بروبوليرز (الإنجليزية)
- موريس ألموند على موقع سبورتس رفرنس (الإنجليزية)
- موريس ألموند على موقع سبورتس رفرنس (الإنجليزية)